# Satz von Ajtai-Komlós-Tusnády
Der Satz von Ajtai-Komlós-Tusnády (auch AKT optimal matching theorem) ist ein Satz aus der probabilistischen Kombinatorik. Gegeben sind zwei zufällige, verschiedene Mengen von Punkten {\displaystyle X=(X_{1},\dots ,X_{k})} und {\displaystyle Y=(Y_{1},\dots ,Y_{k})} im Einheitsquadrat {\displaystyle [0,1]^{2}}. Dann macht der Satz eine Aussage über die obere und untere Schranke der kleinsten Summe der Distanzen der Punkte.
Der Satz wurde 1984 von den ungarischen Mathematikern Miklós Ajtai, János Komlós und Gábor Tusnády bewiesen.

## Aussage
Seien {\displaystyle (X_{1},\dots ,X_{k})} und {\displaystyle (Y_{1},\dots ,Y_{k})} zwei unabhängige Zufallsvektoren, welche der Gleichverteilung auf {\displaystyle [0,1]^{2}} folgen (d. h. {\displaystyle X_{i}\in [0,1]^{2}}.) Sei {\displaystyle S_{n}} die symmetrische Gruppe und {\displaystyle |\cdot |} die euklidische Norm in {\displaystyle \mathbb {R} ^{2}}.
Dann gilt
{\displaystyle \mathbb {P} \left(C_{1}{\sqrt {n\log n}}<\inf \limits _{\sigma \in S_{n}}\sum \limits _{k=1}^{n}|X_{k}-Y_{\sigma (k)}|<C_{2}{\sqrt {n\log n}}\right)=1-o(1),}
wobei {\displaystyle C_{1},C_{2}} reelle Konstanten sind.

### Erläuterungen
- {\displaystyle o(1)} bedeutet

{\displaystyle f(n)\in o(1)\iff \lim \limits _{n\to \infty }f(n)=0.}     siehe Landau-Symbole.
- Der Satz sagt, dass

{\displaystyle \inf \limits _{\sigma \in S_{n}}{\frac {1}{n}}\sum \limits _{k=1}^{n}|X_{k}-Y_{\sigma (k)}|\sim {\sqrt {\frac {\log n}{n}}}}
mit hoher Wahrscheinlichkeit.